# Vinko Kos
Vinko Kos (Vučetinec, Sveti Juraj na Bregu, 10. srpnja 1914. – u blizini Celovca (Klagenfurta), svibanj 1945.), hrvatski književnik, pjesnik i pisac za djecu.

## Životopis
Otac mu je Petar Kos i majka Jana (Ana) r. Bistrović. Vinko je prvi od jedanaestoro djece. Vinkova majka je umrla 1942. godine od sušice, a 1945. i Vinkov otac.
Školovanje je započeo u rodnom mjestu.
Na dalje školovanje odlazi zahvaljujući dobrotvoru, kako ga sam Vinko naziva, Stjepanu Horvatu pučkom pjesniku iz Svetog jurja na Bregu. Za vrijeme školovanja živio je u teškim materijalnim prilikama.
Polazio je franjevačku gimnaziju u Varaždinu i Bogosloviju u Škofja Loki. 
Studij bogoslovije napušta 1936. godine. A već 1937. godine surađuje u Luči, Hrvatskoj prosvjeti, Hrvatskoj reviji, Hrvatskoj straži, Hrvatskom jedinstvu, Obitelji, Glasniku sv. Ante, Hrvatskoj smotri, Hrvatskom ženskom listu, Omladini, Seljačkoj omladini, Jutarnjem listu, Morgenblattu, Plavoj reviji, kolendaru Danica, Hrvatskoj mladosti, Hrvatskoj misli, Hrvatskom godišnjaku i ostalim listovima.
A baš 1939. godine postaje urednik Seljačke omladine, a nakon Petra Grgeca. Seljačka omladina bila je mjesečnik Katoličke akcije, koju je podupirao nadbiskup Alojzije Stepinac.
U Zagrebu je maturirao 1940. u klasičnoj gimnaziji. Od jeseni, 4. listopada 1940. godine studira hrvatski i njemački jezik na Filozofskom fakultetu (21. grupa, hrvatski-njemački). No, zaokupljen književnim radom i brojnim drugim poslovima, studij prekida 1943. 
Piše od mladih dana.
Javio se kao gimnazijalac stihovima u đačkom listu Zora 1932., a prva mu je pjesnička zbirka Vodopad. Ta je zbirka obilježena simbolima prolaznosti i nestalnosti (jesen, voda), traganje za trajnim osloncima u duhovnosti, meditativnosti i iskustvu zemlje.
Pjesma Domovina može se po svomu sadržaju i ljepoti svoga izričaja i po svomu osjećajnu naboju mjeriti s pjesmom-himnom Antuna Mihanovića Hrvatska domovina.
Ni pjesma Pjesma o Međimurju ne zaostaje za vrhunskim osjećajnim nabojem, a napose zbog zavičajnog kajkavskog, te odiše životom. U stvari, rodni kraj mu je prirastao srcu, koji diše kroz pjesmu.
Virtuoz riječi, posvetio je dosta svojih radova i djeci, gdje su najljepši radovi Božićne zvjezdice i Dušenka. Pri pisanju za djecu pisao je pod pseudonimom Čiča Nika čime se još više približio djeci. 
Dušenka je izvanredna priča iz staroslavenske povijesti-mitologije koja je veoma lijepom izražajnom tvorbom približena djeci. U radovima Vinka Kosa djeca nalaze sebe, ljepotu, veselje i sreću mladosti, u kojoj žive i uživaju bezbrižno, puni poletnog žara i čarobnih čežnji.
U pjesmi Širina utjehe mistično je poniranje u Božanstvo koje zemlju tješi. Kosova duboka religioznost očituje se i u drugim njegovim pjesmama, osobito u mističnoj duhovnoj pjesmi Križni put, koja je u isti mah i križni put i ispovijest mučenika čovjeka. Vizija muke nošenja križa i padanje pod križem postaje supstratom religioznog nadahnuća i pjesmom duboko kršćanskoga osjećaja i mišljenja.
Prevodio je R. M. Rilkea, R. Tagorea,  P. Verlainea], M. Eminescua. Njegove su pjesme prevođene na talijanski (Il melograno Zagreb 1942; Poeti croati moderni, Milano 1942.) i na njemački (Kroatiens Seele im Lied. Zagreb 1943.), španjolski i rumunjski.
Na poticaj Alojzija Stepinca počeo se baviti pedagoškim radom: izradio program dječje lektire. Osnovao je i vodio u Zagrebu, u Masarykovoj ulici nasuprot Miškecovog prolaza, početkom rata, ustanovu za odgoj djece predškolske dobi Dječji grad (1942. – 1945.) prema suvremenim pedagoškim načelima. Tada jedinstvenu odgojnu dječju ustanovu u Hrvatskoj. Od te je ustanove nakon rata se razvio Pionirski grad. Usporedo s radom u Dječjem gradu surađuje u Domu i školi i Smilju, a uređivao je dječji list Ustaška uzdanica
U svibnju 1945. Vinko Kos se zajedno s hrvatskim narodom i hrvatskom vojskom povlačio prema Austriji. Uspio je izbjeći Bleiburg, ali je umro od tifusa u nekoj seosokoj staji kod Celovca (Klagenfurta)
Djela mu nikad nisu zabranjena, ali se u službenim književnim, obrazovnim i antologijskim oblicima nisu mogla naći. Prešućen je zbog poezije koja je bila duboko religijska i ćudoredno nadahnuta. Mnogi su naraštaji djece odrastali uz pjesmu Dom (ima jedna kućica, draga srcu mom...), za koju nigdje nije bilo navedeno da je Vinko Kos njezin ishitritelj. Uz tiskana (notna) izdanja često izvođene umjetničke popijevke Krsta Odaka 'Mura voda teče', također nije bilo navedeno ime autora stihova Vinka Kosa.
Dokumentarni film scenaristice i redateljice Višnje Starešine Neprijatelj naroda bavi se žrtvama komunističke represije, od masovnih poslijeratnih likvidacija 1945. godine i ciljane eliminacije inteligencije i građanske klase sve do današnje šutnje, a među tim osobama koje je jugokomunistički režim etiketirao kao "neprijatelje narod", bio je i Vinko Kos.
U tom dokumentarcu o Vinku Kosu govore Lada Kos i Vera Kos-Paliska.

## Djela
- Vodopad (1939.)
- Kipar (1941.)
- Božićne zvjezdice (1941.)
- Zlatna jabuka (1942.)
- Dušenka (1943.)
- Šišmiš (1943.)
- Divlji dječak (1943.)
- Lada (1944.) - nagrađena zbirka Nagradom grada Zagreba početkom 1945.
- Planinski dječak (1945.)
- Zlatni orasi (posmrtno u Torontu 1967., koju je izdao Lucijan Kordić)
- Sabrana djela 1-2 (Čakovec 1997.)

### Uglazbljene pjesme
- Dom (Jakov Gotovac)
- Mura voda teče (Krsto Odak)
- Cmreki v snegu spiju (I. Sokač)
- Ljubav (Lada Kos)
- Veter (Lada Kos)

## Časopisi i novine u kojima su radovi Vinka Kosa
- Anđeo Čuvar (1936. – 1940.)
- Luč (1936. – 1942.)
- Hrvatska revija (1937. – 1939., 1941., 1943. – 1944.)
- Hrvatska straža (1937.1938.)
- Omladina (1937. – 1940.)
- Hrvatska mladost (1943. – 1944.)
- Glasnik sv. Ante (1938. – 1939., 1941.)
- Hrvatsko jedinstvo (1938. – 1940.)
- Obitelj (1938. – 1939., 1941., 1944.)
- Hrvatska smotra (1939., 1942. – 1944.)
- Hrvatski sjever (1939.)
- Hrvatski ženski list (1939. – 1940., 1943. – 1944.)
- Seljačka omladina (1939.)
- Hrvatska mladež (1941.)
- Hrvatski narod (1941. – 1945.)
- Neue Ordung (1941. – 1942.)
- Plava revija (1941. – 1943.)
- Ustaška mladež (1941. – 1943.)
- Ustaška uzdanica (1941. – 1945.)
- Prosvjetni život (1942. – 1943.)
- Spremnost (1942. – 1944.)
- Hrvatski krugoval (1943., 1945.)
- Hrvatska misao (1944.)
- Nova Hrvatska ((1944. – 1945.)
- Ustaša (1944. – 1945.)
- Vienac  (1944.)

Zastupljen i u:
- Almanah hrvatskih sveučilištaraca (1938.)
- Lirika hrvatskih sveučilištaraca (1939.)
- Hrvatska domovina (1942.)
- Lovori novije hrvatske rodoljubne pjesme (1943.)
- Pjesme o majci (1944.)

## Poveznice
- Partizanski poslijeratni zločini u Zagrebu